# Agnieszka Grzelak (blogerka)
Agnieszka Grzelak (ur. 6 września 1989 w Warszawie) – polska youtuberka, podróżniczka, wizażystka i influencerka, założycielka marki kosmetycznej Agamato (daw. Pibuya) oraz autorka interaktywnego dziennika podróży – Travel Challenge.
Zyskała popularność dzięki prowadzeniu dwóch kanałów na YouTube – Agnieszka Grzelak Beauty i Agnieszka Grzelak Vlog. Na pierwszym kanale porusza tematykę urodową, drugi poświęcony jest podróżom i jedzeniu. Oprócz tego prowadzi też konta na Instagramie i TikToku, a na wszystkich swoich kanałach zrzesza prawie 6 mln użytkowników.

## Życiorys
Agnieszka Grzelak urodziła się 6 września 1989 w Warszawie gdzie dorastała.
Będąc dzieckiem brała udział w nagraniach Domowego Przedszkola dla TVP1. Uczyła się w warszawskiej szkole podstawowej nr 142, była częścią zespołu pieśni i tańca Gawęda oraz uczęszczała na zajęcia z gimnastyki artystycznej. Po rozpoczęciu nauki w gimnazjum nr 6 dołączyła do ZHR, a następnie dostała się do liceum CIX w Warszawie.
Po ukończeniu szkoły ogólnokształcącej, uczyła się w studium wizażu 2 lata, a następnie w studium charakteryzacji kolejne 2 lata.
W trakcie nauki zaczęła pracować na planach przy sesjach zdjęciowych oraz programach telewizyjnych, między innymi dla stacji TVN, Polsat, Viva!.
W tym czasie działała również jako freelancerka. Po zakończeniu edukacji rozpoczęła podróżowanie na własną rękę i od tamtej pory odwiedziła kraje na 6 kontynentach.

## Kariera
W 2013 zaczęła publikować filmy w serwisie YouTube z vlogami z wyjazdów oraz tutorialami makijażowymi.
W tym czasie pracowała na pełen etat w Super Stacji jako makijażystka.
Popularność przyniosła jej seria Japana Zjadam, w której testuje miniaturowe słodycze z Japonii, a także vlogi z różnych zakątków świata i charakteryzacje na kanale Beauty.
W 2016 założyła swój fanowski sklep online.
W 2018 kanał Agnieszka Grzelak Vlog przekroczył 1 mln subskrypcji, a kanał Agnieszka Grzelak Beauty osiągnął ten wynik w 2019 r.. Tym samym stała się pierwszą kobietą w Polsce, której oba kanały na YouTube przekroczyły milion subskrypcji
W 2019 założyła markę naturalnych kosmetyków pielęgnacyjnych w piance Pibuya, która w 2021 zmieniła nazwę na Agamato.
W 2020 zajęła 13. miejsce w rankingu najbardziej wpływowych influencerów w polskim internecie według magazynu Forbes.
W tym samym roku zajęła 19. miejsce w rankingu najlepszych kobiecych marek osobistych według magazynu Forbes Women.
W 2023 zajęła pierwsze miejsce w rankingu najbardziej wpływowych twórców treści SeeBloggers, w kategorii Beauty.

## Nagrody i wyróżnienia
- 2018 – Nagroda specjalna od portalu wizaz.pl‚ Kosmetyk wszech czasów[20].
- 2020 – 13. miejsce w rankingu najbardziej wpływowych influencerów w polskim internecie według magazynu Forbes[21].
- 2021 – Nagroda best stream awards za program poradnikowy‚ Agnieszka Grzelak Beauty[22].
- 2021 – 19. miejsce w rankingu najlepszych kobiecych marek osobistych według magazynu Forbes Women[23].
- 2023 – pierwsze miejsce w rankingu najbardziej wpływowych twórców treści SeeBloggers, w kategorii Beauty[24].

## Twórczość
- Marka kosmetyków pielęgnacyjnych i myjących Agamato.pl
- Agnieszka Grzelak, Travel Challenge, Grupa Wydawnicza Foksal 2021, ISBN 978-280-8786-6[25]
- Ponad 1500 video na platformie YouTube
- Merch agagrzelak.pl od 2016 roku